# Leszczyński

Stemma dei Leszczynski

I Leszczyński sono una famiglia nobile polacca, la cui forma femminile del nome è Leszczyńska. La sua origine va attribuita al nobile Rafał Leszczyński, deceduto nel 1441, della città di Leszno, considerato il padre della dinastia e tenutario di vari uffici nel Regno di Polonia.

## Origini
La famiglia Leszczyński è sempre stata una potente e ricca famiglia polacca. Una tradizione fiorentina la vuole nata da un ramo della locale famiglia Lenzi, ma invece il nome deriverebbe dal sobborgo Leszczyna, presso Leszno. Nel 1473 Rafał Leszczyński ottenne da Federico III d'Asburgo il titolo di conte del Sacro Romano Impero, successivamente passato ai suoi discendenti. Tra la fine del 1500 e l'inizio del 1600 la famiglia era molto influente, soprattutto quando sostennero il calvinismo, trasformando i propri palazzi in importanti centri della chiesa riformata polacca.

## Membri notabili
- Rafał Leszczyński († 1441), generale starosta della Grande Polonia e progenitore della famiglia.
- Rafał Leszczyński (1650-1703), nobile e poeta polacco.
- Stanislao Leszczyński (1677-1766), statista polacco, re di Polonia, Granduca di Lituania, Duca di Lorena e Bar.
- Anna Leszczyńska (1699-1717), principessa polacca, primogenita del conte Stanislao Leszczyński e della contessa Caterina Opalińska.
- Maria Leszczyńska (1703-1768), principessa polacca e nel 1725 regina di Francia.
- Paul Leszczyński (1830-1918), generale di fanteria e cortigiano prussiano.